# 張明三
張 明三（チャン・ミョンサム、朝鮮語: 장명삼、1963年5月16日 - 2012年4月23日）は、大韓民国のテコンドー選手、同競技指導者。
1982年の高校生の時選手権大会にフェザー級で出場し、金メダルを獲得した。引退後は日本のテコンドー国家代表チームのコーチなどを務め、京畿道広州市で外国人のテコンドー選手たちを指導した。2012年、自宅近くで交通事故で死亡した。 テコンドーの発展に貢献したことが認められ、死後六段から七段に昇格した。

## 賞勲
- 体育勲章 (1982年12月22日)